# Jacques de Tournon
Jacques de Tournon, né probablement à Tournon-sur-Rhône (Ardèche) et  mort le 15 août 1553,  est un prélat français  du XVIe siècle qui fut successivement évêque de Castres puis évêque de Valence et Die.

## Biographie
Jacques de Tournon est le fils de Just II de Tournon († 1525) et de Jeanne de Vissac († 1543) de ce fait il est le neveu du Cardinal François de Tournon et des  évêques Charles de Tournon évêque de Rodez et de Gaspard de Tournon. Son frère ainé un autre Charles de Tournon est brièvement abbé de la Chaise-Dieu et évêque de Viviers.
Jacques est prieur de Langogne, avant d'être nommé évêque de Castres en 1531. Pendant son épiscopat à Castres, il fait séculariser le chapitre de chanoines de S. Benoît et leur fait quitter l'habit de chanoines  réguliers qu'ils portent, par une  bulle du 7 juillet 1531. Il est abbé commendataire de l'abbaye Saint-Philibert de Tournus de 1545 à 1553. Il est devient le coadjuteur de son oncle François de Tournon avant d'être promu évêque de Valence. Il cumule cette fonction avec celle de doyen du chapitre de la Primatiale Saint-Jean de Lyon à partir de 1539.